# Salskoye (Kaliningrado)
Salskoye (en ruso: Сальское), conocida de manera oficial hasta 1946 como Sankt Lorenz (en alemán: Sankt Lorenz, en lituano: Sankt Lorencas) es una localidad rural situada en el oeste del distrito de Zelenogradsk en el óblast de Kaliningrado, Rusia.

## Toponimia
El topónimo alemán remite al mártir del cristianismo Lorenzo de Roma (225-258).

## Geografía
Salskoye se encuentra a 32 kilómetros al noroeste de la ciudad de Kaliningrado y a 4 kilómetros al sureste de Svetlogorsk.

## Historia
Ya en 1450, el pueblo anteriormente conocido como Sankt Lorenz era un pueblo de la iglesia.
El 13 de junio de 1874, el lugar fue Amtsdorf y dio nombre al recién creado distrito de Sankt Lorenz, que existió hasta 1945 y perteneció al distrito de Fischhausen, de 1939 a 1945 al distrito de Sambia, en el distrito administrativo de Königsberg en la provincia prusiana de Prusia Oriental.
El 1 de diciembre de 1910, Sankt Lorenz tenía 239 habitantes. En 1908 el distrito inmobiliario de Pokirben (en alemán: Gut Pokirben, en lituano: Pakirbiai), además de otros pequeños pueblecitos, por lo que el número de habitantes ascendió a 617 en 1933 y ya era de 705 en 1939.
Como resultado de la Segunda Guerra Mundial, Sankt Lorenz pasó a formar parte de la Unión Soviética como todo el norte de Prusia Oriental. El lugar recibió el nombre ruso Salskoye en 1947 y también fue asignado raión de Primorsk.

## Demografía
En 1910 la localidad contaba con 239 residentes y el número alcanzaba los 705 en 1939. En el pasado la mayoría de la población estaba compuesta por alemanes, pero tras el fin de la Segunda Guerra Mundial fueron expulsados a Alemania y se repobló con rusos.
| Gráfica de evolución de Salskoye entre 1910 y 2010 |
|                                                    |

## Infraestructura

### Arquitectura y monumentos

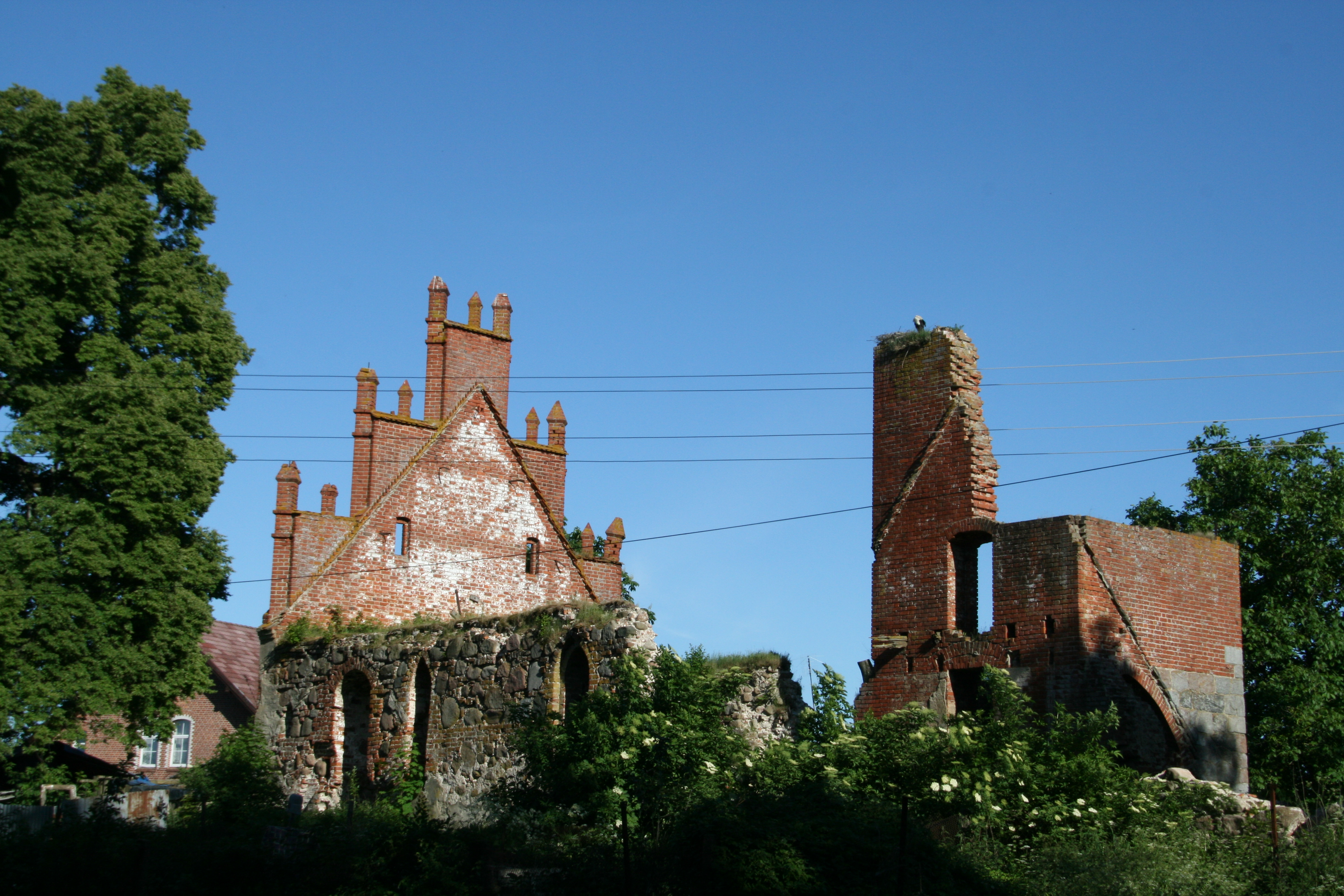
Ruinas de la iglesia de Sankt Lorenz

En Salskoye quedan las ruinas de una iglesia construida en el siglo XIV, la iglesia de Sankt Lorenz, construida por el arquitecto Klaus Gall en 1450. Hoy solo quedan las ruinas de la torre y el frontón este, después de que el edificio, que no sufrió daños durante la guerra, fuera utilizado por una granja colectiva como almacén después de 1945 y se haya deteriorado desde la década de 1970.
Una escuela de la iglesia ha existido en Sankt Lorenz desde alrededor de 1700. El edificio de la escuela actual data de 1874, sobrevivió a la guerra y ahora se utiliza como residencia para varias familias.

### Transporte
Salskoye está comunicada por la carretera municipal 27K-159 desde Pionerski hasta Kliukvennoye. La carretera de circunvalación de la autopista costera de Primorsk actualmente termina cerca de Salskoye. 
La estación de tren más cercana es Svetlogorsk en el ferrocarril Kaliningrado-Svetlogorsk, el antiguo ferrocarril de Sambia.